# Jüdischer Friedhof (Jablunkov)
Koordinaten: 49° 34′ 23,8″ N, 18° 45′ 45,4″ O
Der Jüdische Friedhof in Jablunkov (deutsch Jablunkau), einer tschechischen Stadt im Okres Frýdek-Místek, wurde um 1910 angelegt. Der jüdische Friedhof liegt am südlichen Stadtrand.
Auf dem circa 750 Quadratmeter großen Friedhof sind noch wenige Grabsteine mit tschechischen und deutschen Inschriften vorhanden.

## Galerie

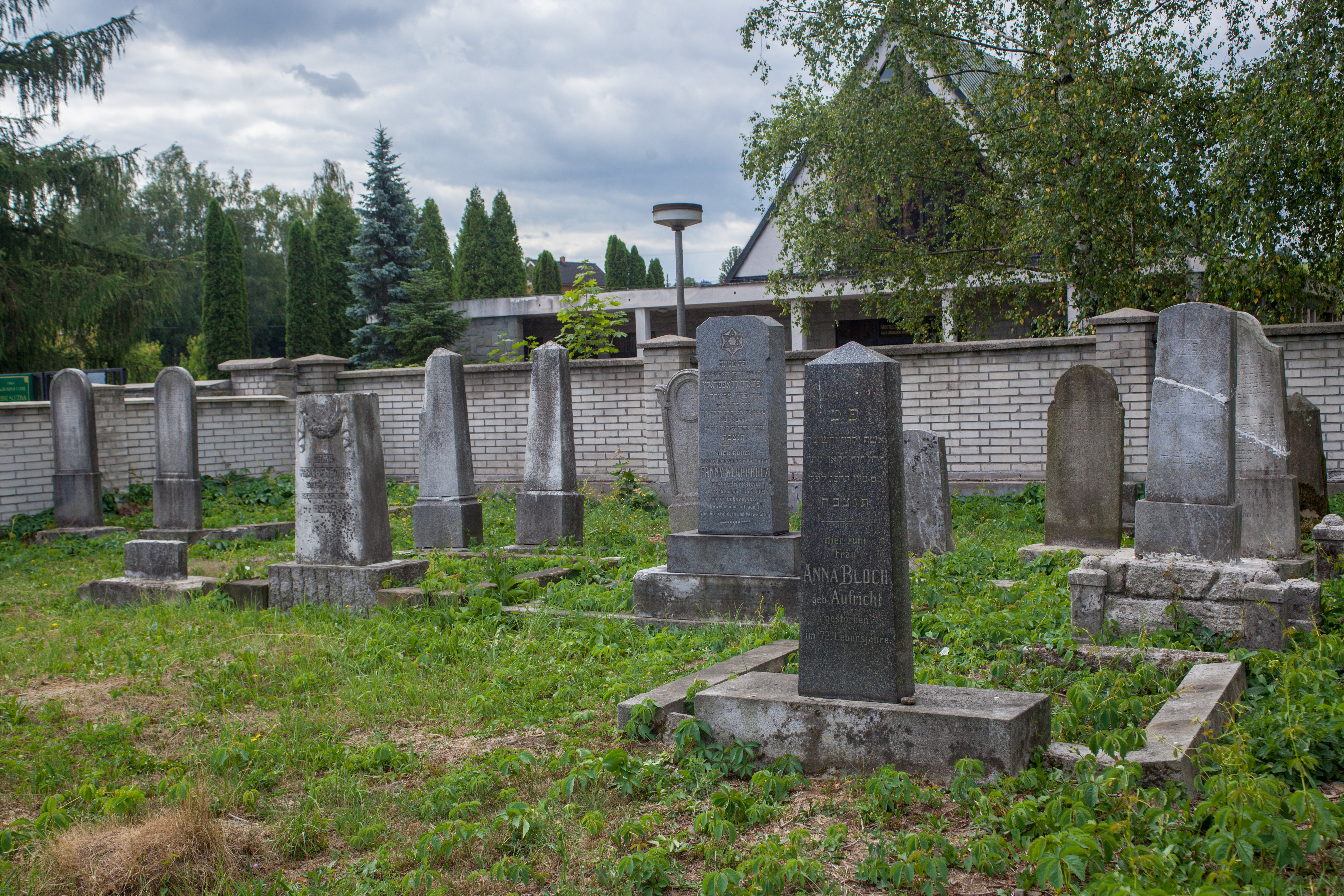
2019
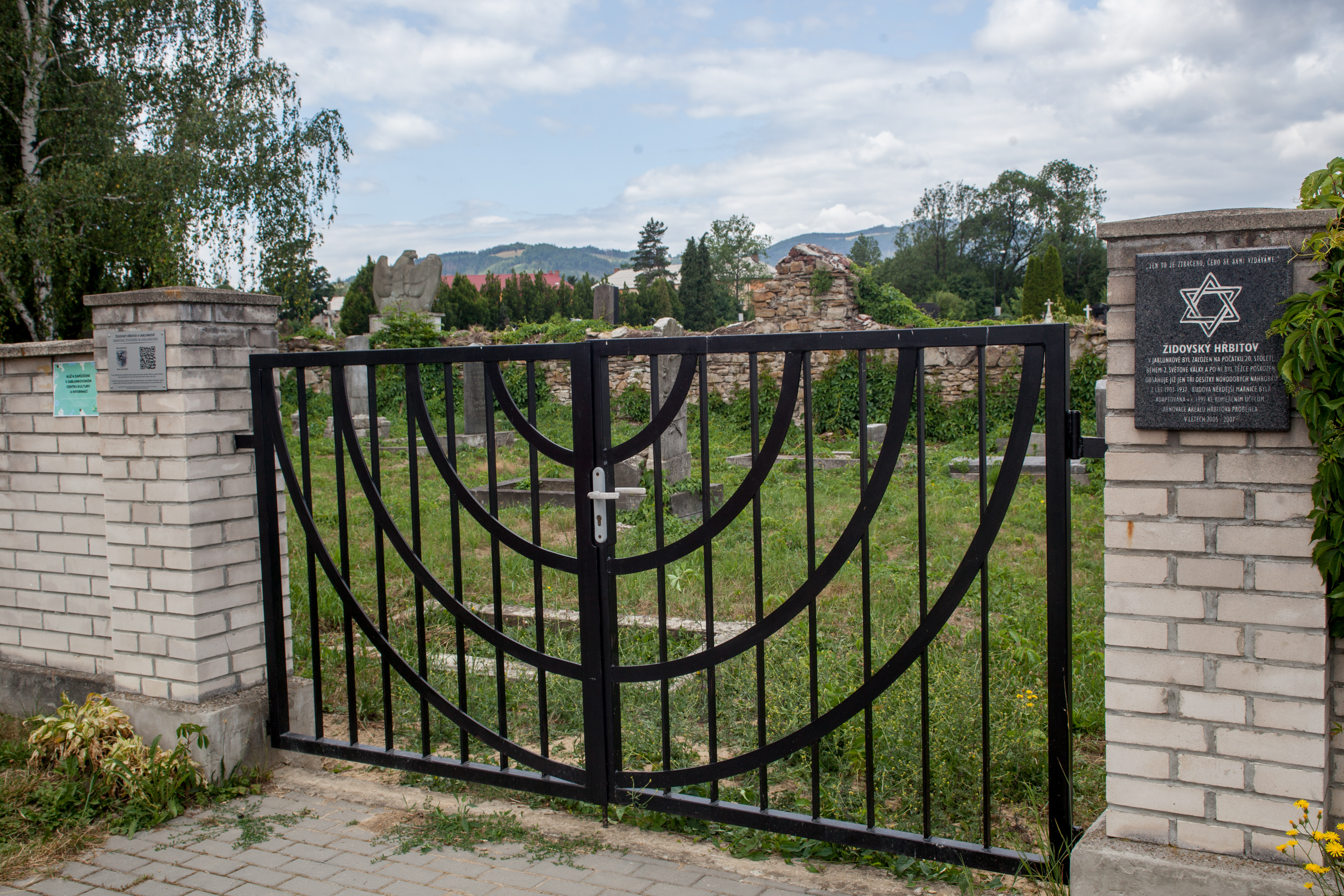
2019
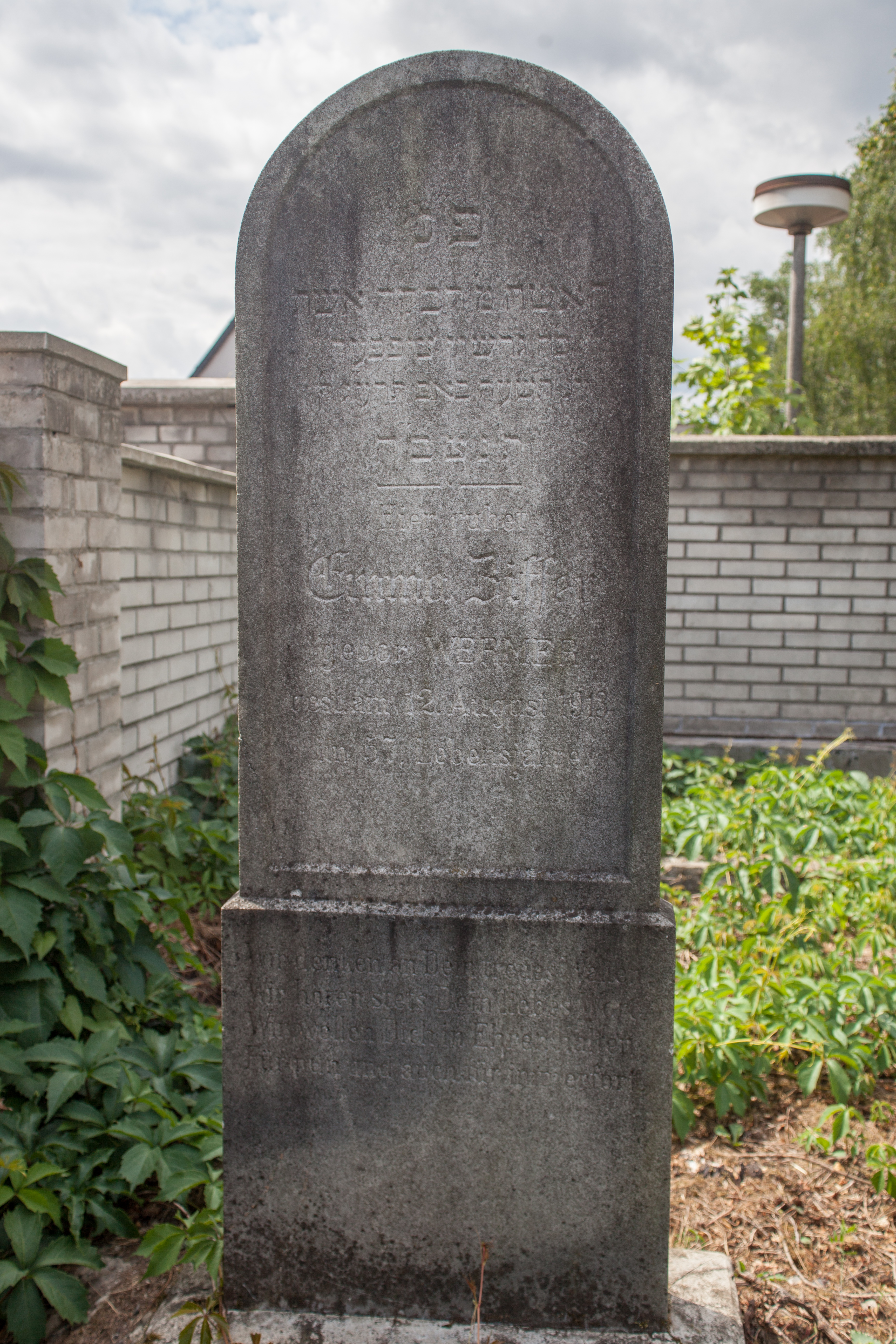
2019
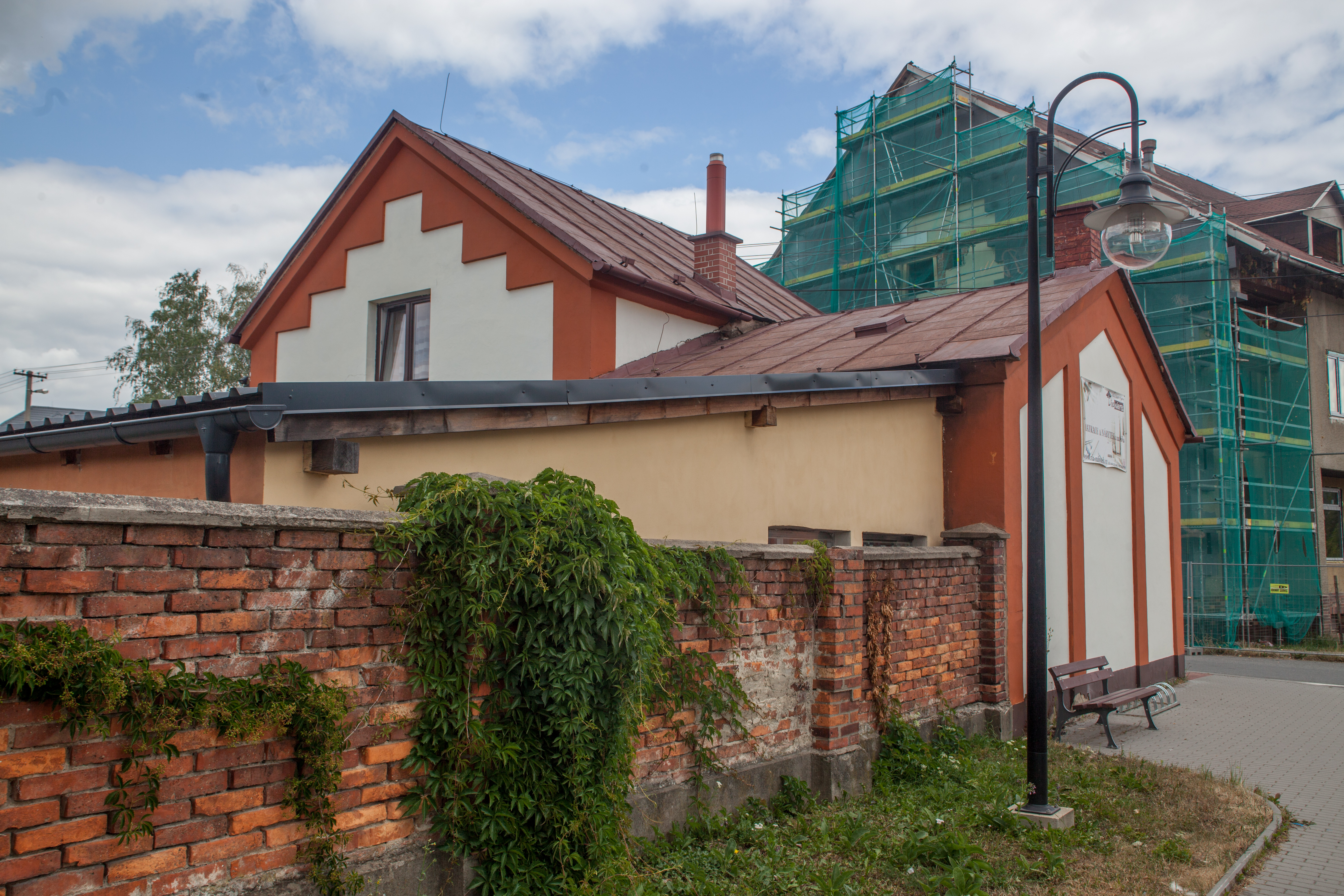
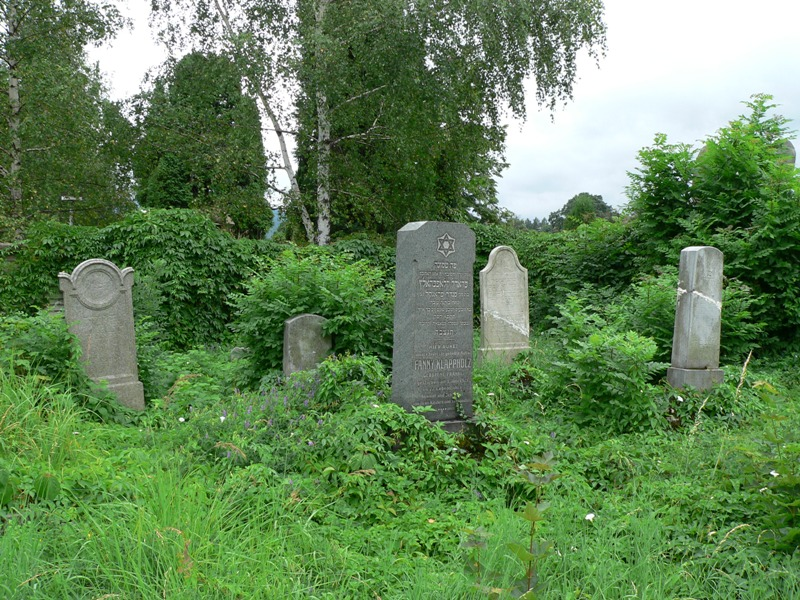
2006